# Alpen-Spitzkiel
Der Alpen-Spitzkiel (Oxytropis campestris), auch Feld-Spitzkiel oder Gewöhnlicher Spitzkiel genannt, ist eine Pflanzenart aus der Gattung Spitzkiele (Oxytropis) in der Unterfamilie der Schmetterlingsblütler (Faboideae).

## Beschreibung

### Vegetative Merkmale

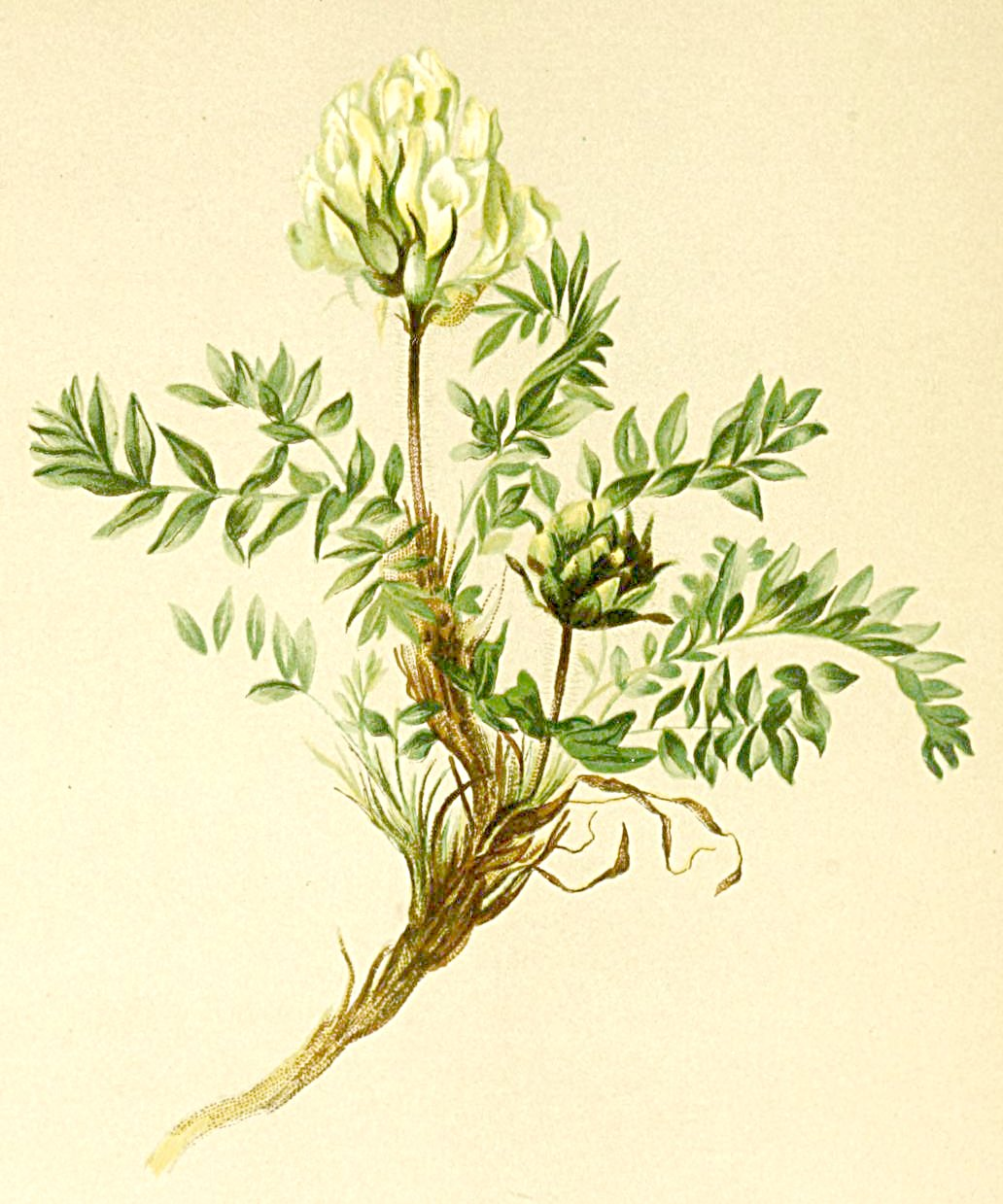
Illustration aus Anton Hartinger: Atlas der Alpenflora, 1882

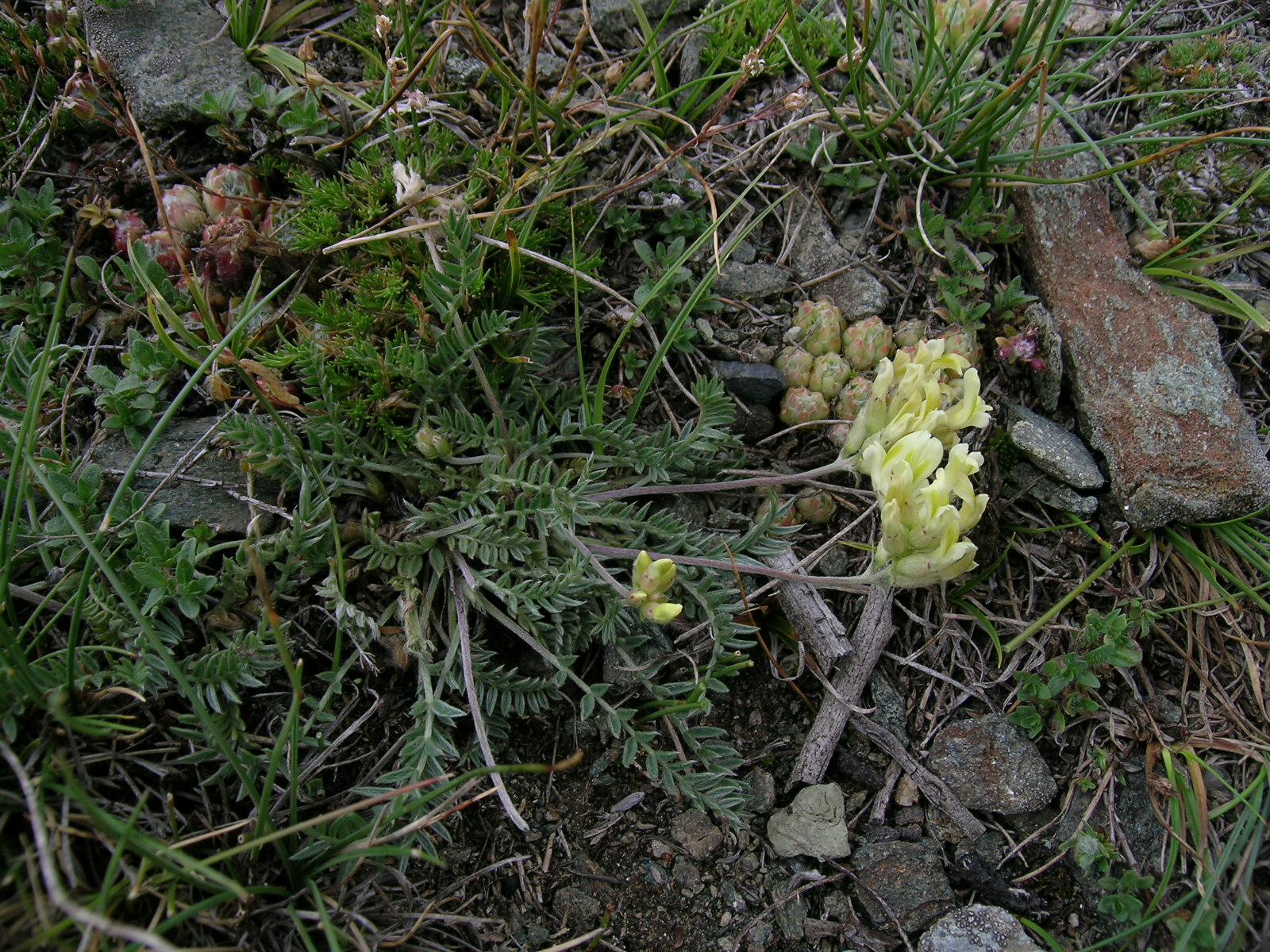
Habitus, Laubblätter und Blütenstände

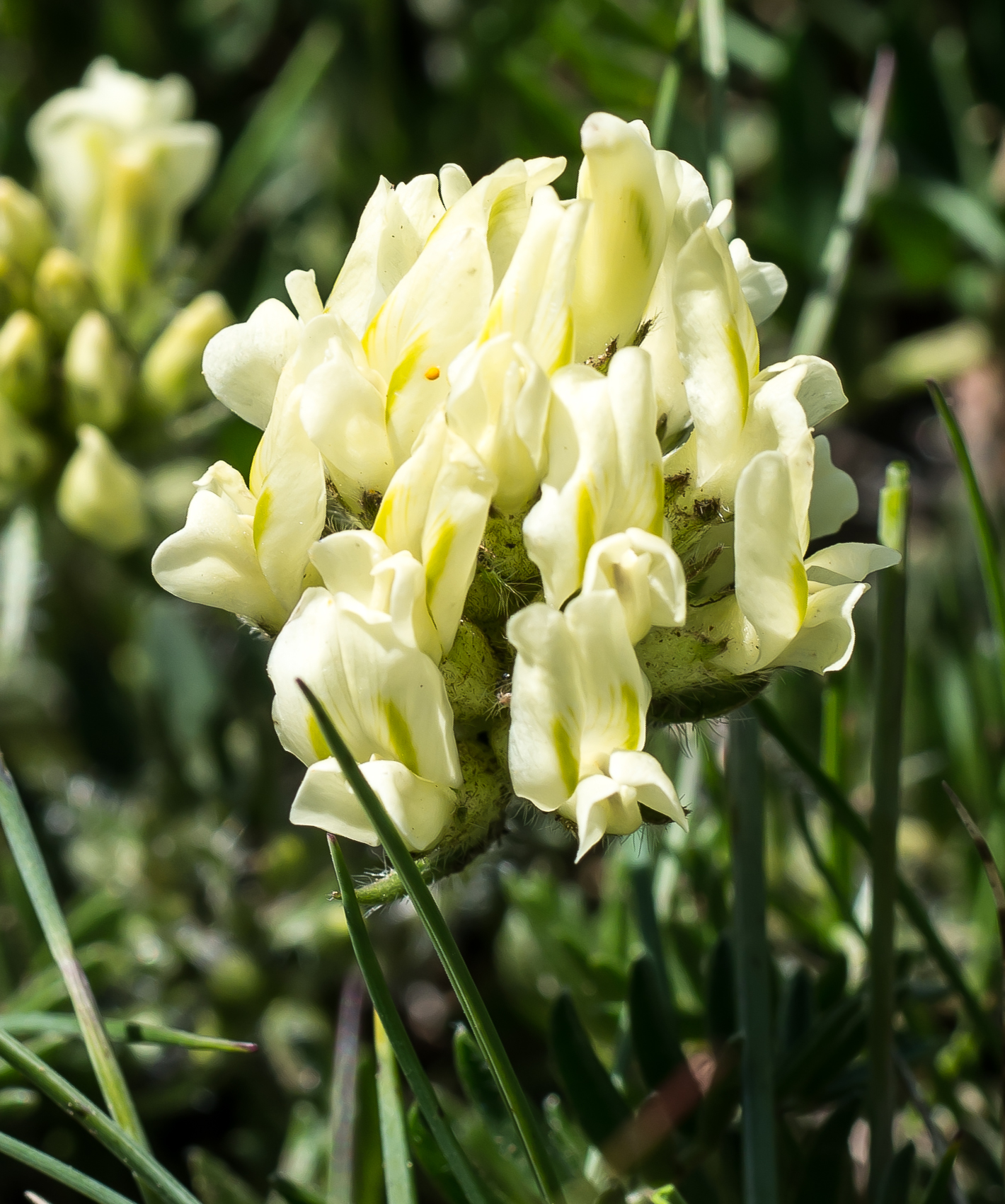
Blütenstand mit zygomorphen Blüten von Oxytropis campestris subsp. campestris, Österreich, Niedere Tauern

Der Alpen-Spitzkiel wächst als ausdauernde krautige Pflanze und erreicht Wuchshöhen von 10 bis 15 Zentimetern.
Es wird eine grundständige Blattrosette gebildet. Die Laubblätter sind in Blattstiel und Blattspreite gegliedert. Die gefiederten Blattspreiten besitzen 10 bis 15 Paaren Fiederblättchen. Die zerstreut behaarten bis fast ganz kahlen Fiederblättchen sind elliptisch (bzw. lanzettlich). Die lanzettlichen Nebenblätter sind doppelt bis dreimal so lang wie die untersten Blättchen und ziemlich weit mit dem Blattstiel verbunden.

### Generative Merkmale
Die Blütezeit reicht von Ende Juni bis August. Auf behaarten, 5 bis 15 Zentimeter langen Blütenstandsschäften befingen sich köpfchenförmige Blütenstände.
Die zwittrigen Blüten sind zygomorph und fünfzählig mit doppelter Blütenhülle. Die Länge der fünf dreieckigen Kelchzähne ist je nach Unterart verschieden. Die blassgelben Blütenkronen besitzen die typische Form der Schmetterlingsblüten und sind 1,5 bis 2 Zentimeter lang. Das Schiffchen trägt am Kiel einen auffälligen Sporn.
Die behaarten Hülsenfrüchte sind bei einer Länge von 14 bis 18 Millimetern sowie einer Breite von 6 bis 8 Millimetern kurz-walzlich.

### Chromosomensatz
Die Chromosomenzahl beträgt 2n= 32 oder 36, 48. Dabei geht der niedrigste Chromosomensatz für die euroasiatischen Vertreter des sogenannten Oxytropis campestris „Superaggregats“ nie unter 2n = 48, während für die Verwandtschaft im asiatischen fernen Osten und Nordamerika auch 2n = 16 oder 32 auftreten.

## Ökologie
Beim Alpen-Spitzkiel handelt es sich um einen Hemikryptophyten.
Der Alpen-Spitzkiel ist Wirtspflanze für die Larven der alpinen Bläulinge Polyommatus eros und Polyommatus icarus.
Die Samen des Alpen-Spitzkiels sind wie allgemein für alle Spitzkiele kastanienbraun und nierenförmig. Sie sind durch Hartschaligkeit ausgezeichnet. Durch die harte Schale sind sie sowohl gegen Gasaustausch als auch Wasser abgeschirmt. Spitzkiele besitzen dadurch eine physikalische Samenruhe. Eine Keimung der Samen erfolgt somit in der Regel erst, wenn diese mechanisch beschädigt, d.H. perforiert, werden. Dies erfolgt in den periglazialen Klimazonen durch häufige Frostwechsel. Erfolgt kein Aufbrechen der Schale, dann beträgt die Keimrate weniger als 10 %. In Kultur wird daher eine Skarifizierung der Samen für eine erfolgreiche Keimung durchgeführt. Die harte Schale wird mit feinem Sandpapier aufgeraut. Möglich ist jedoch auch eine Säurebehandlung sowie heißes Wasser. Hierdurch können Oxytropis-Samen innerhalb kurzer Zeit im Wasser aufquellen. Eine anschließende Keimung erfolgt bei geeigneten Temperaturen sodurch meist in wenigen Tagen.
Die hartschaligen Samen der Spitzkiele besitzen einen einheitlichen Aufbau: der embryonale Hohlraum der Kotyledonen wird von einer äußeren Cuticula und einer dicken Makrosklereide umschlossen. Auch die Oberfläche der Samencuticula ist bei den Spitzkielen charakteristisch: bei Betrachtung unter dem Elektronenmikroskop sind Samenmantelmuster zu erkennen. Unter dem Lichtmikroskop wirken die Samenmantel jedoch glatt. Die Samencuticula des Alpen-Spitzkiels zeigt eine sogenannte „Multi-Retikulate“ sowie unregelmäßig „Lophate“-Struktur. Da sich die Samenmantelmuster der Gattung Oxytropis allgemein von Astragalus unterscheiden, sind sie ein weiteres Merkmal der Gattungsabtrennung.

## Vorkommen
Der Alpen-Spitzkiel ist ein arktisch-alpines Florenelement. Er kommt im ganzen Alpenbogen von der Steiermark bis in die Seealpen vor. Darüber hinaus findet er sich zirkumpolar und in den anderen europäischen Gebirgszügen, wie etwa in den Pyrenäen, im Apennin, im Pirin, Rila und Balkangebirge und in den Karpaten.
Auf den Britischen Inseln sind nur vier Standorte, davon einer an der Küste bekannt. Alle Britischen Standorte liegen auf Kalkstein und in trockenen Fels. In den Schottischen Grampians sind die Standorte bei East Perth und Angus; hier existieren jeweils mehrere tausend Pflanzenexemplare umfassende Populationen. Bei Coire Fee, Glen Clova wird er auf Kalkhornblendenschiefer, bei Loch Loch auf Kalkstein, und in Dun Ban auf Kalkstein und Kalkschiefer gefunden. In den Britischen Gebirgen ist er unter anderen mit anderen arkto-alpinen Arten vergesellschaftet: Alchemilla alpina, Carex capillaris, Dryas octopetala, Galium boreale, Persicaria vivipara, Polystichum lonchitis, Saxifraga aizoides, Saxifraga oppositifolia, Sedum rosea, Silene acaulis und Veronica fruticans. An seinem Küstenstandort in Kintyre besiedelt er Kalksteinkliffe in 25 bis 180 Metern; Hier sind es südliche und westliche Aspekte; im Inland gedeiht er in Höhenlagen von 500 bis 650 Metern.
In Nordamerika besiedelt Oxytropis campestris ein großes Areal von Norddakota und Süddakota und vom nördlichen Colorado bis Alaska, Yukon und dem Westen der Nordwest-Territorien. Die Population der Dinariden wird allgemein zum Dinarischen Spitzkiel gestellt; verschiedentlich wird er auch als Subspezies des Alpen-Spitzkiels (Oxytropis campestris ssp. dinarica) gewertet. Sympatrische Vorkommen von Alpen-Spitzkiel im Areal des Dinarischen Spitzkiels sind in den Gebirgen Korab und Koritnik bekannt. Ein neues noch unbekanntes Vorkommen im bulgarischen Balkangebirge konnte 2015 bestätigt werden.
Der Alpen-Spitzkiel gedeiht in den Alpen in den hochmontanen bis alpinen Höhenstufen. In den Allgäuer Alpen wird er in Höhenlagen von 1000 bis 2390 Metern (Gipfel der Rothornspitze in Tirol) angetroffen. Ein Vorkommen in den Bayerischen Alpen wie allgemein für Deutschland ist nicht bekannt. Der Alpen-Spitzkiel kommt meist zwischen 1800 und 2600 Metern Meereshöhe vor. Er steigt aber in Graubünden bis 2970 Meter und im Wallis am oberen Rothorn ob Findeln bis 3020 Meter Meereshöhe auf.
Der Alpen-Spitzkiel gedeiht am besten auf basenreichen Magerrasen und periglazialen Schuttfluren. Er ist eine Charakterart des Elynetum und kommt noch im Seslerion sowie Ononido-Pinion vor.
Die ökologischen Zeigerwerte nach Landolt et al. 2010 sind in der Schweiz: Feuchtezahl F = 2 (mäßig trocken), Lichtzahl L = 4 (hell), Reaktionszahl R = 4 (neutral bis basisch), Temperaturzahl T = 1+ (unter-alpin, supra-subalpin und ober-subalpin), Nährstoffzahl N = 2 (nährstoffarm), Kontinentalitätszahl K = 3 (subozeanisch bis subkontinental).
Der Alpen-Spitzkiel ist ursprünglich eine Steppenpflanze. Sie stellt eine wärmeliebende (thermophile), Trockenheit ertragende (xerophytische) Art, die in den Alpen regelmäßig in tiefliegende Bereiche auf Trockenrasen herabsteigt. In die Alpen ist er erst nacheiszeitlich eingewandert. Ein früher angenommenes Überleben auf Nunatakern kann aufgrund phylogenetischer Untersuchungen abgelehnt werden. Er war im Quartär wahrscheinlich vielmehr in voralpinen Flachlandsteppen innerhalb der pleistozänen Tundrenvegetation Europas verbreitet, die sich in den Glazialen (Kälteperioden der Eiszeit) auf den von Permafrost geprägten weiten Periglaziallandschaften südlich bis 47° N ausgebreitet hatten. Mit dem Rückzug der Gletscher wanderte er nacheiszeitlich aus seinen eiszeitlichen Tieflagenstandorten in die Hochlagen der Alpen ein.

## Systematik und botanische Geschichte
Die Erstveröffentlichung erfolgte 1753 unter dem Namen (Basionym) Astragalus campestris durch Carl von Linné in Species Plantarum Band 2, Seite 761. Das Artepitheton campestris bedeutet „auf Feldern wachsend“, besser "auf Trockenrasen wachsend". Die Neukombination zu Oxytropis campestris (L.) DC. wurde 1802 durch Augustin Pyrame de Candolle in Astragalogia Seite 74 veröffentlicht. Weitere Synonyme für Oxytropis campestris (L.) DC. sind: Aragallus alpicola Rydb., Oxytropis cusickii Greenm., Oxytropis paysoniana A.Nelson.
Oxytropis campestris gehört innerhalb der Gattung Oxytropis in die Sektion Orobia, die hauptsächlich in Amerika und Zentralasien verbreitet ist, die europäischen Vertreter sind auf Gebirge und die Subarktis beschränkt. Die Artenzahl und Artabgrenzung innerhalb dieser Sektion gelten als problematisch, da offensichtlich zahlreiche junge endemische Sippen existieren, die erst nach der jüngsten Eiszeit entstanden sind, diese werden je nach Autor als Formen, Unterarten oder sogar Arten aufgefasst.

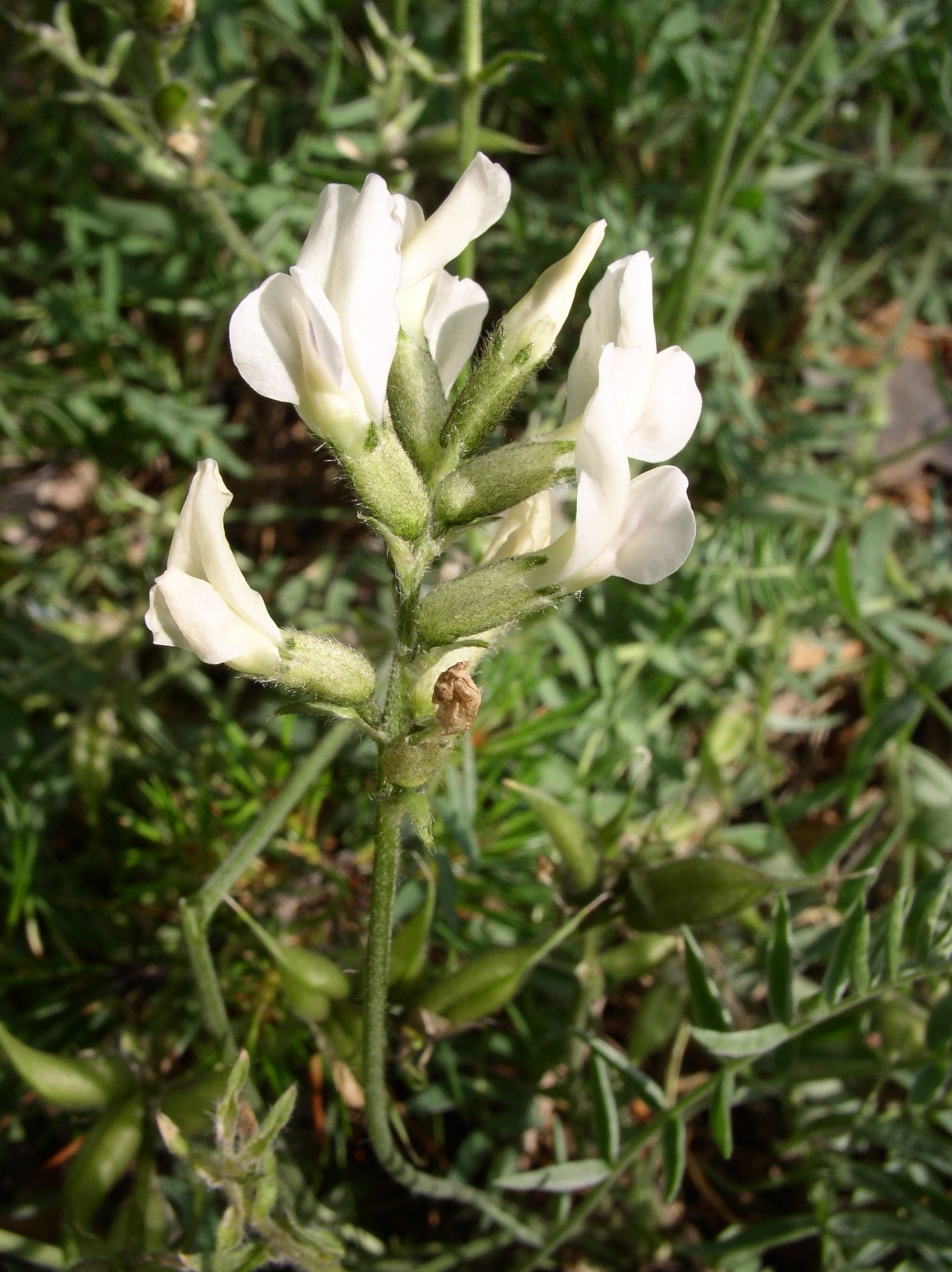
Blütenstand von Oxytropis campestris subsp. sordida

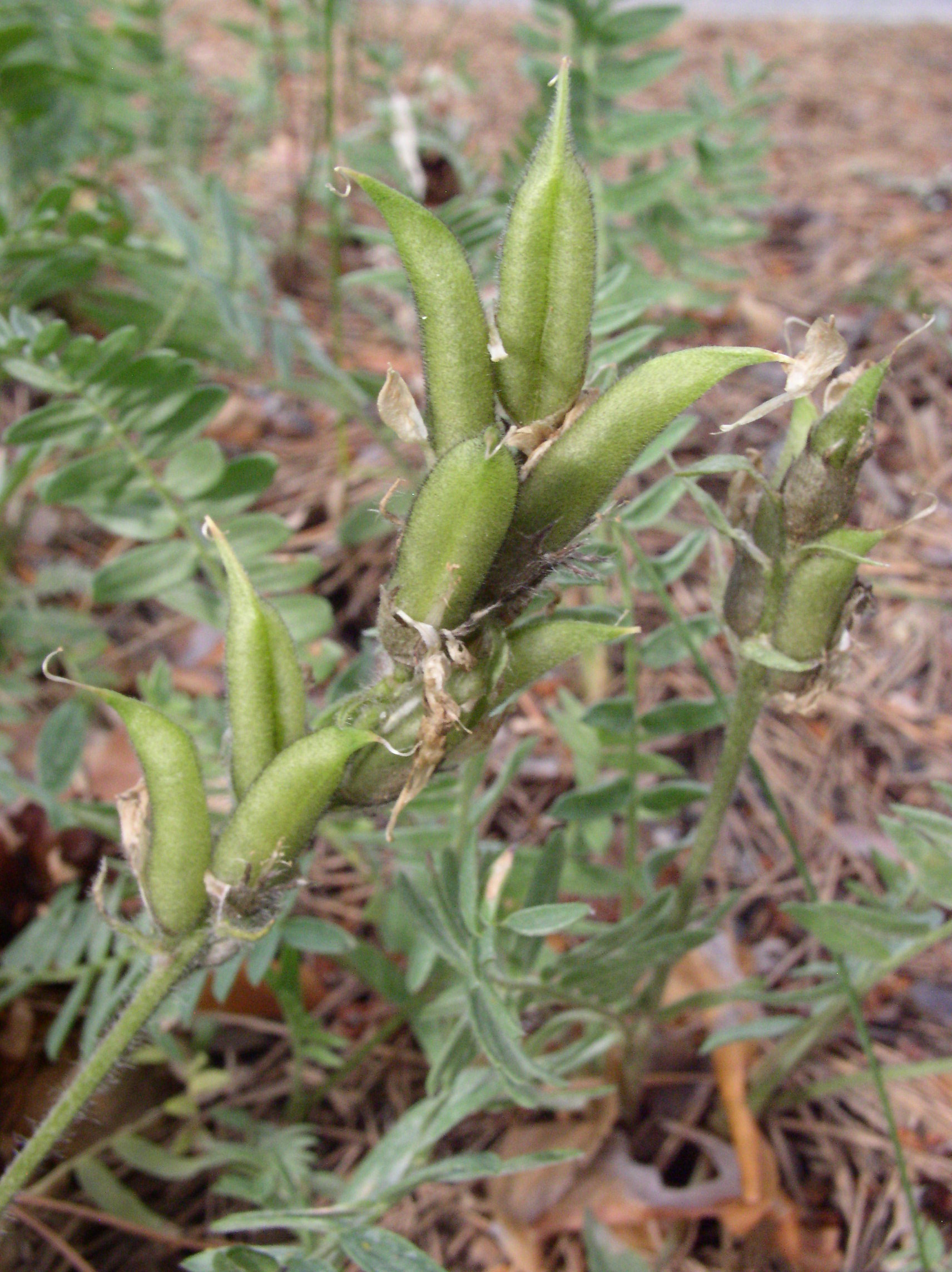
Früchte von Oxytropis campestris subsp. sordida

In Europa wurden durch Merxmüller 1966 drei Unterarten unterschieden:
- Oxytropis campestris (L.) DC. subsp. campestris: Die Kelchzähne sind etwa 2 mm lang. Die Blütenfarbe ist gelb. Verbreitung: Süd-Schweden, Schottland, Pyrenäen, Alpen, westliche Balkanländer bis Mazedonien, Karpaten.
- Oxytropis campestris subsp. tiroliensis (Fritsch) Leins & Merxm. Tiroler Alpen-Spitzkiel. Auffälligstes Merkmal ist die weißlich bis hellviolette Blütenfarbe. Die Kelchzähne sind kürzer als bei der Nominatform, zirka 1,5 mm lang. Diese Unterart ist endemisch in einem Gebiet, das von Kärnten über Tirol bis nach Graubünden und Südtirol reicht. In einem Beitrag von 2004 bestreiten allerdings einige Botaniker aufgrund genetischer und morphologischer Untersuchungen den Status der Unterart, die für sie nur eine bedeutungslose Lokalform der Nominatform ist.[13]
- Oxytropis campestris subsp. sordida (Willd.) Hartman fil.: Verbreitung: Norwegische Finnmark, Finnland, arktisches Europa. Die Blütenfarbe ist gelb oder hellviolett. Die Kelchzähne sind zirka 3 mm lang. Die zylindrische Frucht ist etwas gebogen.

Eine Reihe von weiteren Unterarten bzw. Varietäten fanden sich im letzten Jahrhundert in Nordamerika. Diese werden traditionell als geographische Formen einer polymorphen, zirkumborealen Art aufgefasst. In einer Bearbeitung von 1979 unterschieden die Botaniker W. J. Elisens und J. G. Packer hier sieben Taxa, frühere Bearbeiter unterschieden meist fünf Varietäten. Der amerikanischen Tradition folgend werden Formen als Varietäten aufgefasst, die in ihrer taxonomischen Stellung etwa den Unterarten der europäischen Bearbeiter entsprechen würden. Diese wurden aber in jüngerer Zeit auch in den Artrang erhoben. Folgt man dieser Auffassung, kommt die Art Oxytropis campestris (s.str.) in Nordamerika nicht vor.
Zum Oxytropis campestris-Artenkomplex in Nordamerika gehörten nach Elisens et al. 1980:
- Oxytropis varians (Rydb.) K.Schum.
- Oxytropis monticola Gray subsp. monticola (Syn. Oxytropis campestris subsp. gracilis (A.Nels.) Hultén, Oxytropis campestris var. cervinus (Greene) Boivin)
- Oxytropis monticola subsp. dispar (A.Nels.) Elisens & Packer
- Oxytropis cusickii Greenm.
- Oxytropis columbiana H.St.John
- Oxytropis jordalii A.E.Porsild subsp. jordalii (Syn.: Oxytropis campestris (L.) DC. var. jordalii (Porsild) Welsh, Oxytropis campestris (L.) DC. subsp. jordalii (A.E.Porsild) Hultén)
- Oxytropis jordalii A.E.Porsild subsp. davisii (S.L.Welsh) Elisens & Packer (Syn. Oxytropis campestris (L.) DC. var. davisii S.L.Welsh)

Nach neueren Untersuchungen, auch unter Verwendung molekularer Marker, ist im Oxytropis campestris- und im nahe verwandten Oxytropis arctica-Artenkomplex sowohl die genetische wie die morphologische Ähnlichkeit sehr hoch. Weder Blütenfarbe noch Blütengröße sind brauchbare Merkmale zur Abgrenzung. Die gemessenen genetischen Cluster korrelieren oft nicht mit den konventionellen Arten oder Varietäten.